# St. Breock

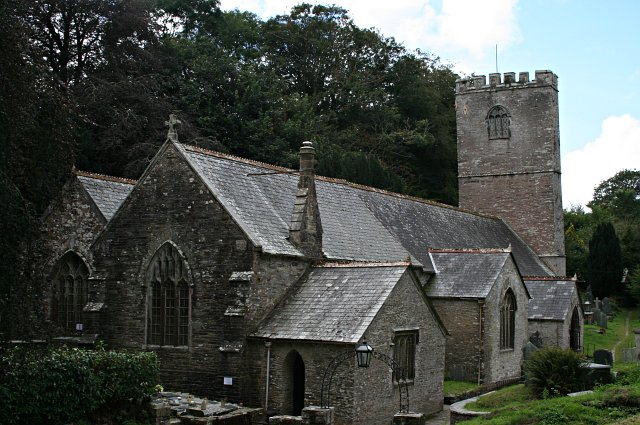
Kirche St. Breock

St. Breock (auch: St. Briocus) ist eine anglikanische Pfarrkirche der Church of England in der gleichnamigen kleinen Ortschaft westlich von Wadebridge in Cornwall. Die Kirche ist seit 1969 als Kulturdenkmal der Kategorie Grade II eingestuft.

## Geschichte
Die Weihe der Kirche fand im Jahr 1259 statt. Sie ist dem heiligen Brieuc, dem ersten Bischof von Saint-Brieuc in der Bretagne, geweiht. Die Kirche entstand zunächst als einschiffiges Bauwerk mit nördlichem Querhaus, Langhaus und Chor gehen ineinander über. Das sechsjochige südliche Seitenschiff wurde vermutlich im 15. Jahrhundert hinzugefügt. Eine grundlegende Wiederherstellung der Kirche fand 1677 statt. Aus dieser Zeit stammt möglicherweise auch das südliche Querhaus. Im Norden und im Süden besitzt das Gotteshaus Vorhallen, der Hauptzugang erfolgt über die nördliche. Renovierungen der Kirche erfolgten in den Jahren 1881 und 1966 nach einer schweren Überflutung 1965.